# NAPA
Pour les articles homonymes, voir Napa.
NAPA (anciennement Men on the Couch) est un groupe portugais d'indie pop et rock indépendant, originaire de Madère.
Il représente le Portugal au Concours Eurovision de la chanson 2025 avec la chanson Deslocado. 

## Histoire
Formé dans les années 2010, le groupe est composé de Francisco Sousa à la guitare, Guilherme Gomes au chant et à la guitare, João Rodrigues à la basse, et Tiago Rodrigues à la batterie,,. En 2019, ils publient leur premier album, Senso Comum, en utilisant le financement participatif pour financer l'édition. En mars 2020, ils sortent un clip intitulé Na Lua, qui est le sixième morceau issu de leur premier album.
En 2025, le groupe participe au Festival da Canção, la sélection nationale portugaise pour le Concours Eurovision de la chanson. Lors de la seconde demi-finale, il se qualifie pour la finale, qu'il remporte. Ainsi, le groupe a représenté le Portugal au Concours Eurovision de la chanson 2025. Le jour du concours, groupe finit 21ème avec 50 points. 

## Discographie
- 2019 : Senso Comum
- 2023 : Logo Se Vê